# Granica azersko-gruzińska
Granica azersko-gruzińska – granica międzypaństwowa dzieląca terytoria Azerbejdżanu i Gruzji, ciągnąca się na długości 322 km.
Na pewnym odcinku biegnie korytem rzeki Alazani.